# Ilona Kalmbach
Ilona Kalmbach (* 10. Dezember 1955 in Kettwig, heute Essen) ist eine deutsche Journalistin sowie Dokumentarfilmerin.
Sie gründete 1994 zusammen mit Jürgen Bischoff die competent filmproduktion, die am Anfang im Auftrag der öffentlich-rechtlichen Sender Dokumentarfilme über deutsche Schauspieler und den deutschen Film produzierte. Kalmbach war, später zusammen mit Sabine Jainski, Autorin von über 30 Dokumentarfilmen.
Sie gewann 2011 gemeinsam mit Sabine Jainski den Juliane-Bartel-Preis für die Dokumentation Mein Leben - Seyran Ates. Außerdem errang sie 2014 den Deutsch-Französischen Journalistenpreis zusammen mit Sabine Jainski in der Kategorie Video für den Dokumentarfilm Superfrauen gesucht – Im Spagat zwischen Arbeit, Kindern und Pflege der Eltern.

## Filmographie
- Lebenslänglich Schauspieler – 65 Jahre Mario Adorf (ARD / WDR 1995)[5]
- Der Hexer – Horst Wendlandt, Filmproduzent (ARD / WDR 1996)
- Kleiner Mann ganz groß – Heinz Schubert (ARD / WDR 1996)
- Immer auf dem Sprung – Der Schauspieler Götz George (ARD / WDR 1997)
- Schön erfolgreich – Die Schauspielerin Senta Berger (Mitarbeit Sabine Jainski) (ARD / WDR 1999)
- Mit Oskar zum Oscar – Volker Schlöndorff (mit Jürgen Bischoff, Mitarbeit Sabine Jainski) (HR / DW 1999)
- Ein Mann für jedes Alter – Mario Adorf zum 70. Geburtstag (Mitarbeit Sabine Jainski) (ZDF 2000)
- Geiger, Gaukler, Gentleman – Armin Mueller-Stahl (Mitarbeit Sabine Jainski) (ARD / NDR / BR 2001)
- Robert Atzorn und der liebe Gott. und Pfarrer, Lehrer, Kommissar: Der Schauspieler Robert Atzorn (mit Sabine Jainski) (NDR 2002)
- Der Kinosaurier – Dieter Kosslick und die Berlinale (mit Sabine Jainski) (RBB / DW 2005)
- Simone Veil – Mein Leben (mit Sabine Jainski) (arte / ZDF 2006)
- Der Selbsterfinder – Dieter Pfaff (mit Sabine Jainski) (ARD / WDR 2005)
- Beate Klarsfeld – Aus Liebe zur Gerechtigkeit (mit Sabine Jainski) (arte / WDR 2005)[6]
- Rollenwechsel: Die neuen Heldinnen über 50 und Im Wechsel der Jahre - Kulturgeschichte des Klimakteriums (mit Sabine Jainski) (arte / WDR 2005)
- Stoff für große Träume – Nino Cerruti (mit Sabine Jainski) (arte / NDR 2006)
- Irene Khan – Mein Leben (mit Sabine Jainski) (arte / ZDF 2007)
- Claudie Haigneré – Mein Leben (mit Sabine Jainski) (arte / ZDF 2007)
- Christiane Nüsslein-Volhard – Mein Leben (mit Sabine Jainski) (arte / ZDF 2007)
- Rupert Neudeck – Der radikale Samariter (mit Sabine Jainski) (arte / NDR 2009)
- Mit dem "Boot" nach Hollywood: Wolfgang Petersen (mit Sabine Jainski) (arte / NDR 2009)
- Seyran Ates - Mein Leben (mit Sabine Jainski) (arte / ZDF 2010)
- Shirin Ebadi - Mein Leben (mit Sabine Jainski) (arte / ZDF 2010)
- Bedingungslos glücklich? Freiheit und Grundeinkommen (mit Sabine Jainski) (3sat 2011)
- Nassys Träume. Eine Jugend in Kigali (mit Sabine Jainski) (arte / ZDF 2012)
- Superfrauen gesucht. Im Spagat zwischen Arbeit, Kindern und Pflege der Eltern (mit Sabine Jainski) (arte / WDR 2012)
- Mit Gospel aus dem Ghetto (mit Sabine Jainski) (arte / ZDF 2013)
- Wem gehört die Welt? Wachstum durch Teilen (mit Sabine Jainski und Jürgen Bischoff) (3sat 2013)
- Superfrauen gesucht - Im Spagat zwischen Arbeit, Kindern und Pflege der Eltern (mit Sabine Jainski) (Arte / WDR 2014)
- Das Beste kommt noch (Dreiteilige Reihe):
  1. Ruhestand? Nein Danke! (mit Sabine Jainski) (Arte 2016)
  2. Wohnst du schon? (mit Sabine Jainski) (Arte 2016)
  3. Liebe und andere Kleinigkeiten (mit Sabine Jainski) (Arte 2016)
- Ehebonus vor dem Aus? (mit Sabine Jainski) (3sat 2017)
- Rebellisch oder unpolitisch? Protestgeneration 2018 (mit Sabine Jainski) (Arte / WDR 2017)
- Bürger machen Politik - Frischer Wind in Créteil (mit Sabine Jainski) (Arte / WDR 2018)
- Der große Frauenstreik - Junge Spanierinnen machen Politik (mit Sabine Jainski) (Arte / WDR 2018)
- Sophie Scholl – Das Gesicht des besseren Deutschlands (mit Sabine Jainski) (Arte / ZDF 2021)